# Bistum Eluru
Das Bistum Eluru (lat.: Dioecesis Eluruensis) ist eine in Indien gelegene römisch-katholische Diözese mit Sitz in Eluru.

## Geschichte
Das Bistum Eluru wurde am 9. Dezember 1976 durch Papst Paul VI. mit der Päpstlichen Bulle Dubitantes aus Gebietsabtretungen des Bistums Vijayawada errichtet. Es ist dem Erzbistum Visakhapatnam als Suffraganbistum unterstellt.

## Territorium
Das Bistum Eluru umfasst das im Bundesstaat Andhra Pradesh gelegene Distrikt West Godavari und die Talukas Amalapuram, Kothapeta, Mummidivaram und Rajole im Distrikt East Godavari.

## Bischöfe von Eluru
- John Mulagada, 1976–2009
- Jaya Rao Polimera, seit 2013